# Miles Smiles
Miles Smiles ist ein Jazz-Album von Miles Davis, aufgenommen am 24. sowie am 25. Oktober 1966 und von Columbia Records im Jahr darauf veröffentlicht.

## Das Album
Miles Smiles war nach E.S.P. (1965) das zweite Studioalbum des zweiten Miles-Davis-Quintetts. Für Davis war der Einstieg von Wayne Shorter die optimale Besetzung; er äußerte sich dazu in seiner Autobiografie so: „Wayne Shorter, Herbie Hancock, Ron Carter und Tony Williams waren großartige Musiker; ich wusste, dass sie als Gruppe, als musikalische Einheit funktionierten... In dieser Band verkörperte ich die Inspiration, die Erfahrung und die verbindende Form, Tony das Feuer und die kreative Funktion, Wayne war der Ideenmensch, ein Künstler, wenn es darum ging, neue musikalische Ideen in ein Konzept umzusetzen. Ron und Herbie waren die Angelpunkte.“
Nach Davis’ Ansicht entwickelte sich die Band auch durch die Rolle Shorters als Komponist weiter.
Als die Band im Oktober 1966 ins Studio ging, hatte sie nach zwei Jahren „eine Intensität des Zusammenspiels erreicht, die von keiner anderen Formation der Jazzgeschichte übertroffen wurde“.
Auf dem Studioalbum Miles Smiles fallen besonders die außergewöhnlichen Kompositionen Orbits und Footprints auf: „Die Abstraktionsmöglichkeiten von E.S.P. werden (hier) weiter vorangetrieben“, notierte Peter Wießmüller zu diesem Album, „andererseits ist das rhythmische Fundament, verglichen mit E.S.P. wesentlicher polyrhythmischer ausgestaltet, wobei die melodischen Linien oft gegen den Puls gespielt werden.“ „Die Kompositionen Shorters waren harmonisch nicht sehr reichhaltig und so aufgebaut, dass sie den Solisten ein Maximum an Freiheit ließen... Ein weiterer auffallender Aspekt war, dass Hancock oft während der Soli aussetzte, was diesen noch größere harmonische Freiheit gab, ähnlich wie bei Ornette Colemans pianolosem Quartett.“
Zwei Titel dieses Albums stammen nicht von den mitwirkenden Musikern. Freedom Jazz Dance ist eine Komposition von Eddie Harris, die durch die Version des Miles-Davis-Quintetts erst richtig bekannt wurde und stark mit Davis, der auch das Thema veränderte, identifiziert wird. Gingerbread Boy stammt von einem alten Freund und Kollegen von Davis, dem Saxophonisten Jimmy Heath.
Die Shorter-Komposition Footprints war bereits in einer früheren und eher konservativen Version auf dem Album Adam's Apple von Wayne Shorter veröffentlicht worden.
Zwei Stücke wurden in besonderer Weise Teil von Davis’ Live-Repertoire der späteren 1960er Jahre: Gingerbread Boy und Footprints wurden damals von der Davis-Band häufig gespielt und weiterentwickelt.
Bob Beldon schrieb zur Entstehungsweise und dem Rang des Albums: „Miles Smiles ist ein unglaubliches Album. Alle Stücke wurden nur in einem Take aufgenommen. Die Band probte die Melodien, dann entwickelten sich rhythmische Teile oder das besondere "Feeling" aus ein paar Abläufen der Melodie. Wenn die melodische Abfolge entstanden war, zählte Miles das Tempo ab und in dem Moment, wenn er zufrieden mit der Melodie war und die Rhythmusgruppe optimal spielte, stieg er mit seinem Solo ein. Wenn er die Band nicht bei ihrem Spiel stoppte, war es der Take! Jeder Titel von Miles Smiles entstand auf diesem Weg. So gab es keine weiteren vollständigen Takes von diesen zwei Sessions.“

## Die Titel
1. Orbits (W. Shorter) 4:35
2. Circle (M. Davis) 5:52
3. Footprints (W. Shorter) 9:44
4. Dolores (W. Shorter) 6:20
5. Freedom Jazz Dance (E. Harris) 7:11
6. Gingerbread Boy (J. Heath) 7:40

## Wirkungsgeschichte
Das Album gewann 1967 den Leserpoll und (mit "The Popular Duke Ellington") den Kritikerpoll des Down Beat als "Record of the Year". Für den Historiker Jeremy Yudkin sind auf diesem Album die „Formen, Tempi und Metren freier, alle Kompositionen sind neu, und die Bandmitglieder werden auch als Komponisten herangezogen.“ Es handele sich um Musik, „die weder den Konventionen des Bebop folge noch der offenbar formlosen Freiheit des New Jazz.“ Mit diesem Album beginne vielmehr der Post Bop.
Nach dem Album wurden Jazzclubs in Wien und in Düsseldorf benannt. Miles Smiles wurde 2015 in die "Grammy Hall of Fame" aufgenommen.